# Vesicomyidae
Vesicomyidae é uma família de moluscos bivalves marinhos pertencentes à superfamília Glossoidea.

## Géneros e espécies
À família corresponde o seguinte cladograma de acordo com o Catalogue of Life:
| Vesicomyidae | \| \| Calyptogena \| \| \| \| \| \| Vesicomya \| \| \| \| |
|              | \| \| Calyptogena \| \| \| \| \| \| Vesicomya \| \| \| \| |
|              | Glossidae                                                 |
|              |                                                           |
|              | Kelliellidae                                              |
|              |                                                           |
|              | Calyptogena                                               |
|              |                                                           |
|              | Vesicomya                                                 |
|              |                                                           |

|  | Calyptogena |
|  |             |
|  | Vesicomya   |
|  |             |

A família Vesicomyidae inclui os seguintes géneros:
Subfamília Pliocardiinae Woodring, 1925
- Abyssogena Krylova, Sahling & R. Janssen, 2010
- Archivesica Dall, 1908
- Austrogena Krylova, Sellanes, F. Valdés & D'Elía, 2014
- Callogonia Dall, 1889
- Calyptogena Dall, 1891
  - Calyptogena magnifica
  - Calyptogena pacifica Dall, 1891
- Christineconcha Krylova & Cosel, 2011
- † Cytherocardia Sacco, 1900
- Ectenagena Woodring, 1938
- Elenaconcha Cosel & Olu, 2009
- † Hubertschenckia Takeda, 1953
- Isorropodon Sturany, 1896
- Laubiericoncha von Cosel & Olu, 2008
  - Laubiericoncha angulata (Dall, 1896) (anteriormente em Vesicomya)
  - Laubiericoncha chuni (Thiele & Jaeckel, 1931) (anteriormente em Vesicomya)
  - Laubiericoncha myriamae von Cosel & Olu, 2008
  - Laubiericoncha suavis (Dall, 1913) (anteriormente em Vesicomya)
  - Laubiericoncha sp. 'Edison Seamount'
  - Laubiericoncha sp. 'Gakkel Ridge'
- † Notocalyptogena Amano, Saether, C. Little & K.A. Campbell, 2014
- Phreagena Woodring, 1938
- Pleurophopsis Van Winkle, 1919 (fóssil, nomen dubium, por vezes incluído em Calyptogena)
  - "Pleurophopsis" peruviana Olsson, 1931 (fóssil)
  - "Pleurophopsis" unioides Van Winkle, 1919 (fóssil)
- Pliocardia Woodring, 1925
- Turneroconcha Krylova & Sahling, 2020
- Waisiuconcha Beets, 1942
- Wareniconcha Cosel & Olu, 2009

Subfamília Vesicomyinae Dall & Simpson, 1901
- Vesicomya Dall, 1886
  - Vesicomya atlantica (E. A. Smith, 1885)
  - Vesicomya bruuni Filatova, 1969
  - Vesicomya caribbea Boss, 1967
  - Vesicomya cordata Boss, 1968
  - Vesicomya gigas (Dall, 1896)
  - Vesicomya leeana (Dall, 1889)
  - Vesicomya lepta (Dall, 1896)
  - Vesicomya ovalis (Dall, 1896)
  - Vesicomya pilula (Dall, 1881)
  - Vesicomya smithii Dall, 1889
  - Vesicomya stearnsii (Dall, 1895)
  - Vesicomya vesica (Dall, 1886)

Sinónimos
- † Adulomya Kuroda, 1931 (inclui Ectenagena sinónimo de Pleurophopsis)
  - † Adulomya elongata (Dall, 1916)
  - † Adulomya extenta (Krylova & Moskalev, 1996)
  - † Adulomya phaseoliformis (Métivier, Okutani & Ohta, 1986)
  - † Adulomya kaikoi (Okutani & Métivier, 1986)
  - † Adulomya uchimuraensis Kuroda, 1931 : sinónimo taxonómico de † Pleurophopsis uchimuraensis (Kuroda, 1931)  (combinação original)
- Akebiconcha Kuroda, 1943: sinónimos de Archivesica Dall, 1908
- Laubiericoncha Cosel & Olu, 2008: sinónimo de Archivesica Dall, 1908
- Pleurophoropsis Cossmann, 1920: sinónimo de Pleurophopsis van Winkle, 1919 (emenda injustificada de Pleurophopsis)